# هفت‌تیر خودکار

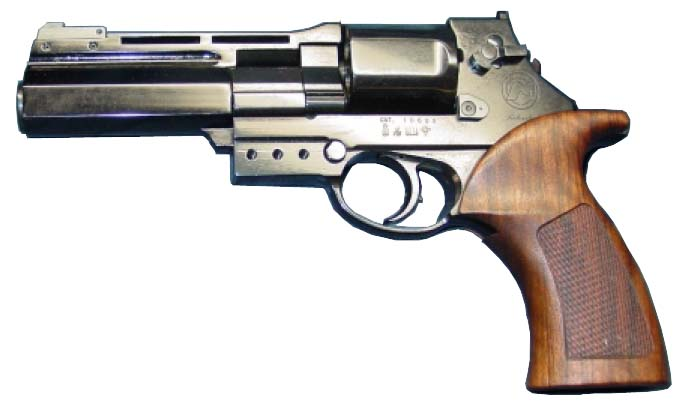
هفت‌تیر خودکار ماتبا مدل ۶ یونیکا، که در واقع یک هفت‌تیر نیمه‌خودکار می‌باشد.

هفت‌تیر خودکار (انگلیسی: Automatic revolver) که به عنوان هفت‌تیر نیمه‌خودکار (انگلیسی: semi-automatic revolver) نیز شناخته می‌شود، هفت تیری است که به جای استفاده از عملیات دستی برای انجام این اعمال، از انرژی لگد شلیک، برای خم کردن چکش و چرخاندن سیلندر استفاده می‌کند. با وجود نام اشتباه «خودکار»، اینگونه هفت‌تیرها در واقع نیمه‌خودکار هستند. اسلحه به‌طور مداوم به تخلیه ادامه نخواهد داد؛ تیرانداز باید به صورت دستی، ماشه را برای هر شلیک به کار گیرد.